# Халимбекаул
Халимбекаул (кум. Халимбек-авул) — село в Буйнакском районе Дагестана. Административный центр сельского поселения «Сельсовет „Халимбекаульский“».

## Этимология
По данным дореволюционного этнографа Н. И. Воронова, аул носит имя его основателя Халим-Бека.

## История
По данным дореволюционного этнографа Н. И. Воронова Халимбекаул отселок Кафыр-Кумуха.
Первое упоминание о Халимбекауле относится к 1725, когда селение серьёзно пострадало вследствие карательной экспедиции Г. С. Кропотова против подданных шамхала Тарковского. Согласно преданию начала XX в. коренные халимбекаульцы «выходцы из посёлка „Батыр-Шура“ (правильно Бату-Шура), находящегося на земле эрпелинской». В XVIII — начале XIX вв. селение входило в состав Бамматулинского удела (бийлика) Тарковского шамхальства. С 1820 года — непосредственно в составе Тарковского Шамхальства.
14 августа 1823 года у Халимбекаула произошла одна из переломных битв первого этапа Кавказской войны.
В 1832 году в село Халимбекаул переселили жителей селения Темир-Хан-Шура, освобождаемого от коренного населения для постройки на его месте военного укрепления царских войск. Ныне большинство кумыкского населения в Халимбекауле составляют потомки именно темирханшуринцев.
С 1860-х гг. селение входило в Темир-Хан-Шуринское наибство Темир-Хан-Шуринского округа.

## Географическое положение
Расположен в 2 км к северо-востоку от районного центра города Буйнакск, на реке Шураозень.

## Население
| 1869  | 1888  | 1895  | 1926  | 1939  | 1970  | 1989  |
| ----- | ----- | ----- | ----- | ----- | ----- | ----- |
| 973   | ↘887  | ↘841  | ↗1100 | ↗1167 | ↗1490 | ↗2285 |
| 2002  | 2010  | 2021  |       |       |       |       |
| ↗4009 | ↗5108 | ↘4223 |       |       |       |       |

По данным Всероссийской переписи населения 2010 года:
| № | Национальность | Численность, чел. | Доля |
| - | -------------- | ----------------- | ---- |
| 1 | кумыки         | 4458              | 87 % |
| 2 | аварцы         | 376               | 8 %  |
| 3 | даргинцы       | 65                | 1 %  |
| 4 | не указали     | 48                | 1 %  |
| 5 | другие         | 161               | 3 %  |

Национальный состав
По данным Всероссийской переписи населения 2021 года:
| №        | Национальность | Численность, чел. | Доля    |
| -------- | -------------- | ----------------- | ------- |
| 1        | кумыки         | 3 980             | 94,24 % |
| 1.000001 | не указавшие   | 11                | 0,26 %  |
| 1.000002 | прочие         | 232               | 5,49 %  |
| 1.000003 | всего          | 4 223             | 100 %   |

## Уроженцы
- Аскеров, Аскер Магомедаминович — начальник отделения уголовного розыска отдела внутренних дел Буйнакского района МВД, Герой Российской Федерации (посмертно).
- Дагиров, Шамсутдин Шарабутдинович — начальник Академии государственной противопожарной службы МЧС России, генерал-полковник внутренней службы.
- Белетов Джанхуват Набиюллаевич — Мастер спорта международного класса по ушу-саньда.
- Салихов Муслим Магомедович — Пятикратный чемпион мира, самый титулованный ушу-саньдаист мира.